# 南華體育會
南華體育會（英語：South China Athletic Association）簡稱南華會，是香港一家歷史悠久的會員制私人體育會所，於1910年正式成立，於2010年慶祝百週年會慶。其香港島會址位於銅鑼灣加路連山加路連山道，其九龍會址則位於京士柏衛理徑。

## 歷史
南華體育會的前身是「華人足球隊」，於1908年創立，當時借用位於香港島大坑的學界足球場，即中華游樂會現址。至1910年易名為「南華足球會」，1916年設立南華遊樂會，借用樟園 ( 現養和醫院上之園林地段 ) 作為會所。1917年，租用銅鑼灣禮頓山道與波斯富街交界的土地為會址。
1920年，會所易名為南華體育會，會址搬遷至銅鑼灣耀華街，1927年向政府租用銅鑼灣加路連山土地作為會址，即會所今日所在地。1929年，在北角興建海泳場，在九龍京士柏興建網球場。1934年加路連山運動場館落成，設有兩層看台。1953年興建可容納12,000人的足球看台。1966年，加建有40條球道的保齡球場，曾經是香港最大的保齡球場。1976年，樓高7層的體育大廈落成，大廈設有綜合體育館、康樂遊戲機中心、健體中心及舞蹈室等設施，亦增加20條保齡球道，為2009年東亞運動會賽場之一。
1988年，樓高17層的體育中心落成啟用，在地庫設有室內標準游泳池、訓練池及跳水池，大廈則設有4層桌球室、室內射擊場、壁球場、室內體育館、中菜部、天台酒廊等設施。在足球場草地旁設有2層的高爾夫球練習場。
2009年，室內射擊場被選為香港2009年東亞運動會射擊比賽場地。
2010年會慶年間，接替胡法光擔任新一屆會長的余潤興表示適逢該會百年會慶，各體育部門均積極參與及舉辦體育賽事，作為百周年會慶之活動。該會將斥資全面更換保齡球場所有球道及其他配套設施，以及翻新綜合體育館。一方面為會員提供優質康體設施，另一方面為運動員提供良好的訓練場地。
2025年5月10日，南華會氣槍實用射擊學院正式開幕。

## 組織架構

### 2016/17年度（第96屆）義務職員
| 董事會 - 會長： - 洪祖杭 - 副會長： - 余潤興 - 黃鎮南 - 董事： - 洪游奕 - 胡法光 - 何世柱 - 雲大棉 - 何世樑 - 胡寶星 - 林建岳 | 執行委員會 - 主席： - 盧潤森 - 副主席： - 許晉奎 - 李華昌 - 馬蔡三妮 - 司庫： - 李華昌 - 副司庫： - 彭冲 - 甄瑞棠 - 義務秘書： - 盧健生 - 義務副秘書： - 譚壽森 - 會員部主任 - 吳潤湘 - 黃錫林 |

## 設施
香港會所 (加路連山會址)

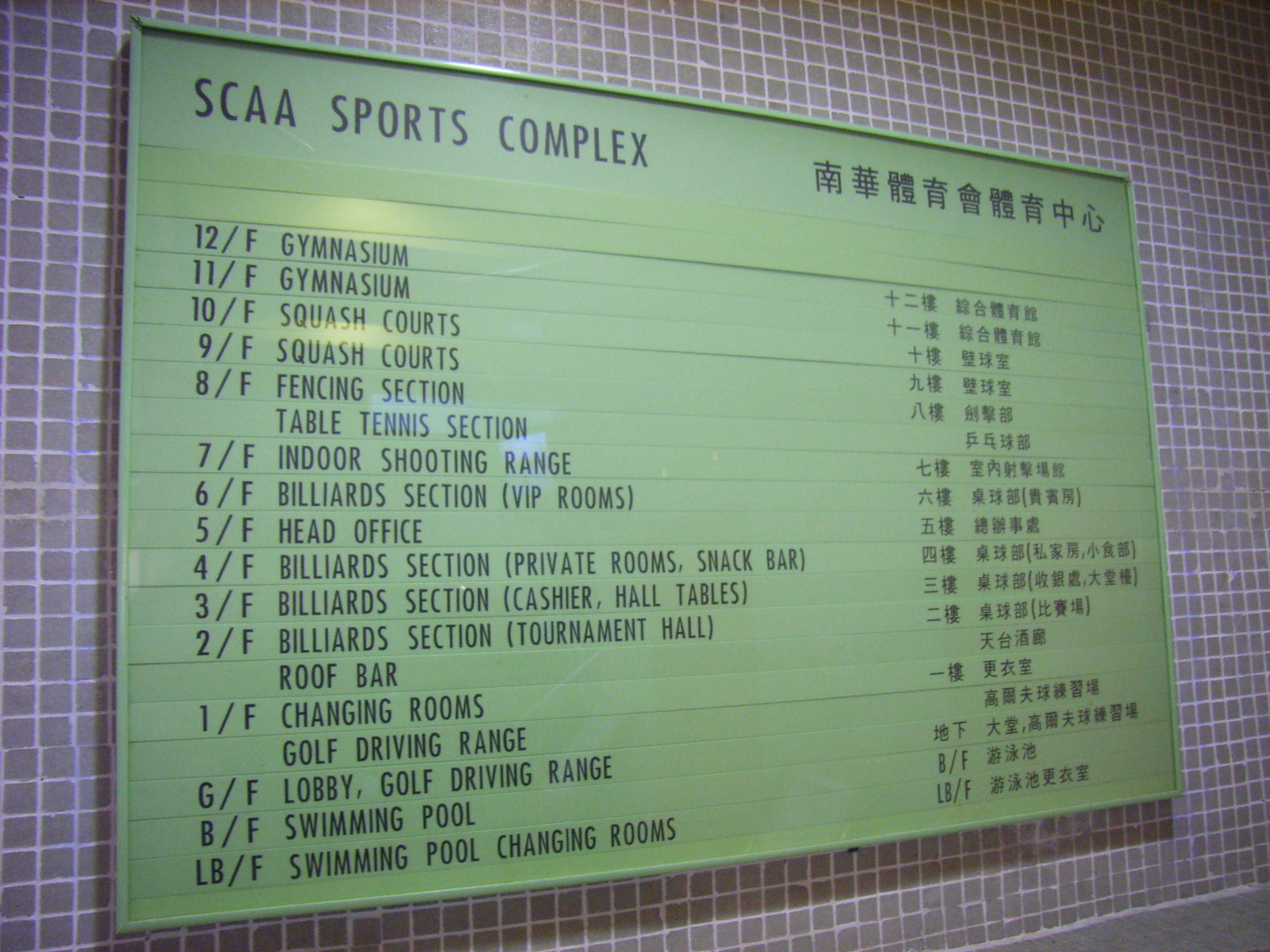
體育中心的內部各層用途

- 賽馬會運動場 (設有仿真草足球/欖球場、多用途活動場、有蓋沙灘球場、有蓋網球場及空中環型緩跑徑)
- 設有60條球道的保齡球場
- 桌球室
- 舞蹈室
- 劍擊場
- 高爾夫球練習場
- 高爾夫球模擬中心
- 健身中心
- 柔道場
- 室內射擊場
- 南華會氣槍實用射擊學院 (2025年5月啟用)

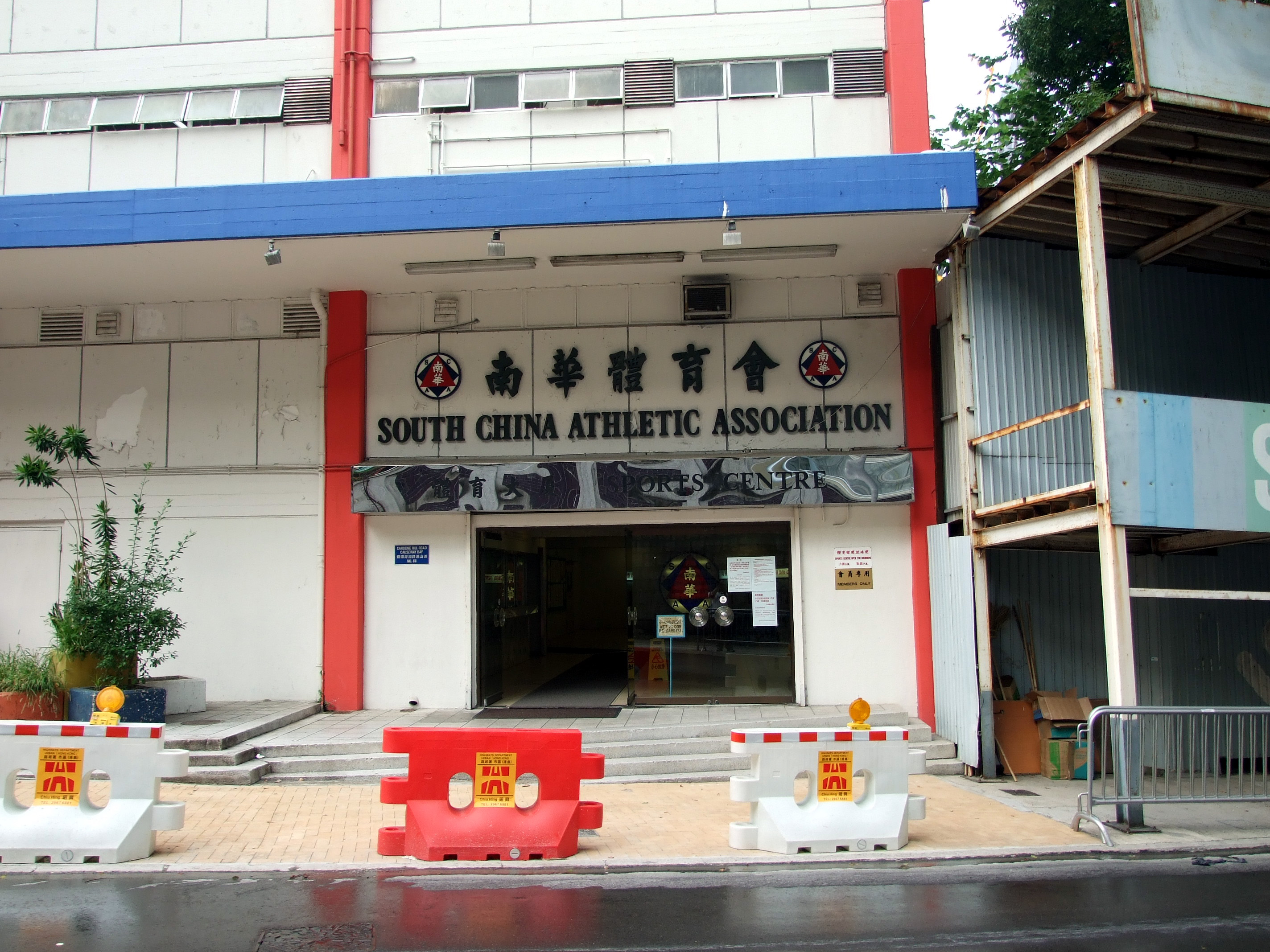
體育大廈
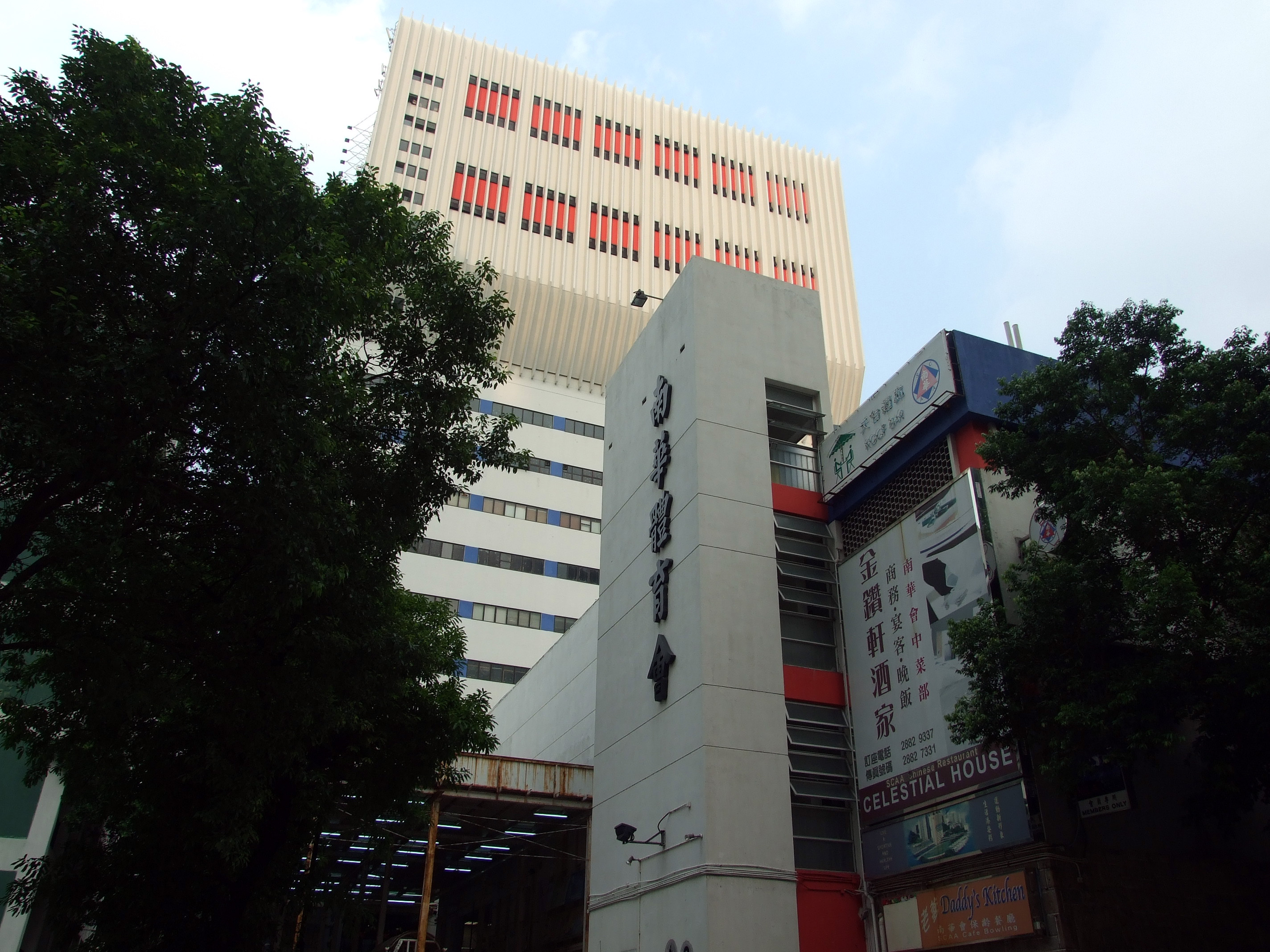
體育中心
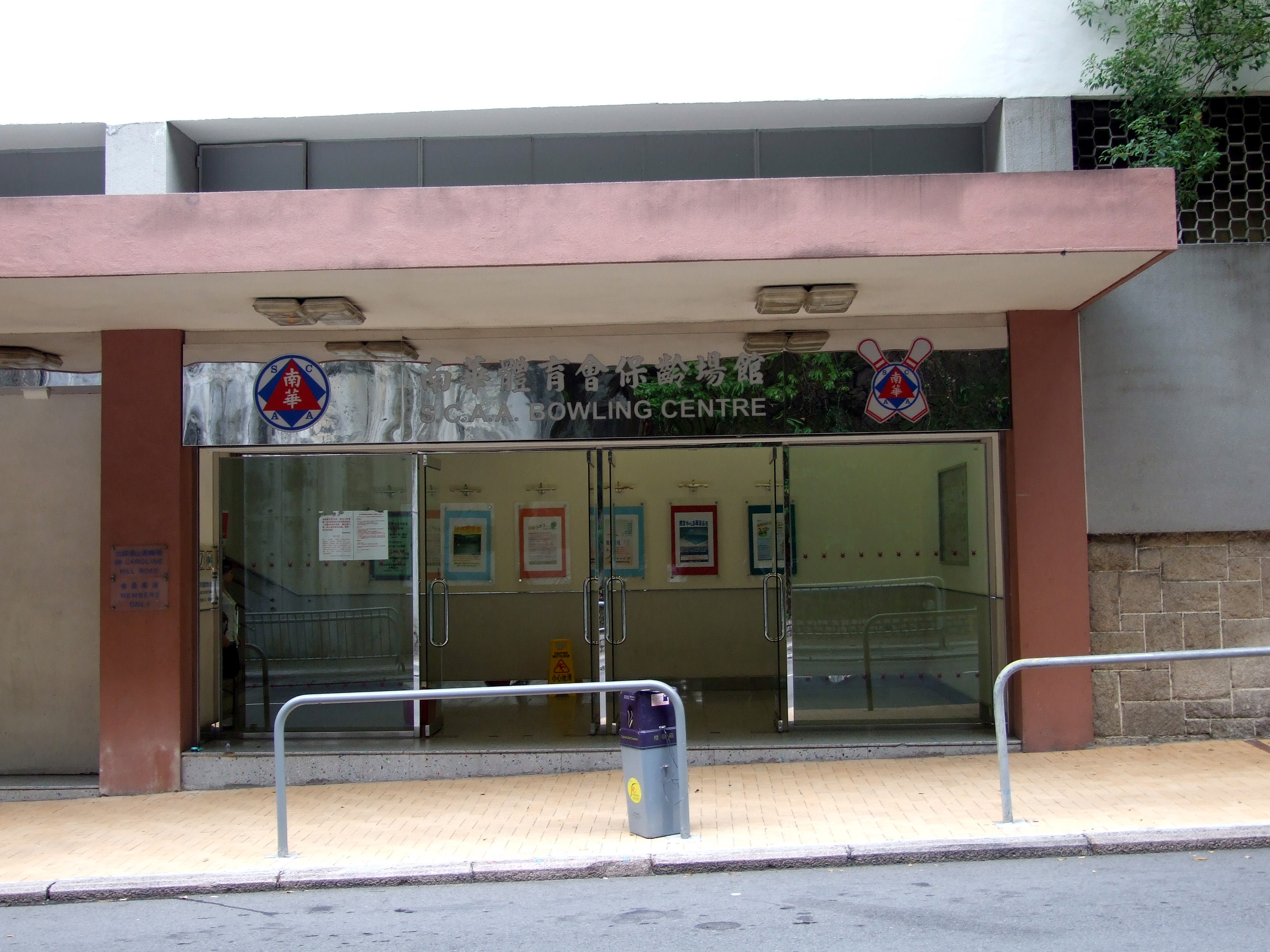
保齡球場館
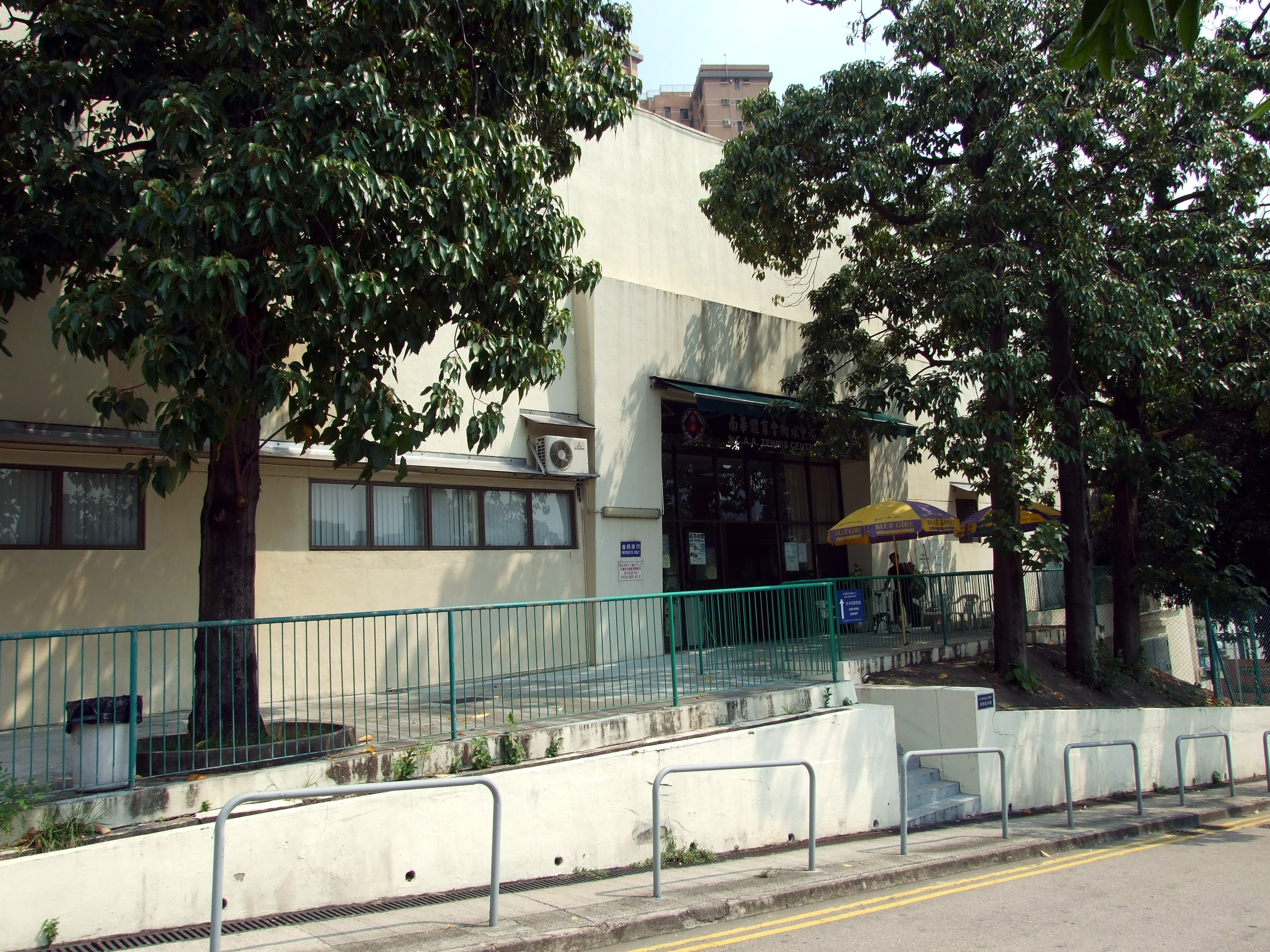
京士柏九龍會所
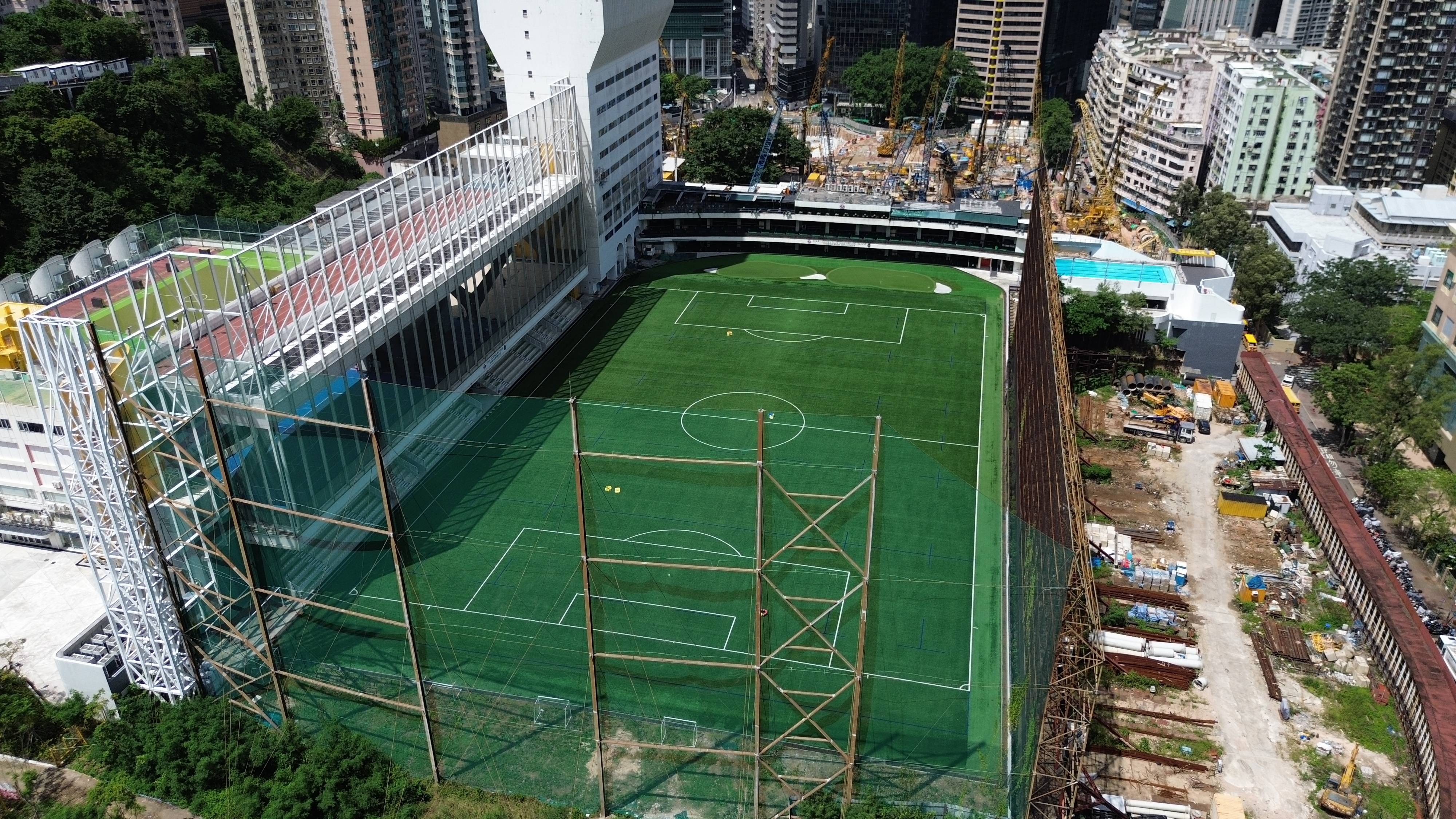
南華會-賽馬會運動場

- 空手道練習場
- 綜合體育館
- 游泳池
- 乒乓球部
- 網球中心
- 瑜伽室
- 中樂室
- 綜藝活動室
- 會議室

餐廳
- INN SIDE OUT
- 甘棠燒鵝
- 南華閣中菜廳
- 桌球小食部

九龍會所 (京士柏會址)
- 網球中心
- 會員餐廳

- 體育大廈
- 體育中心
- 保齡球場館
- 京士柏九龍會所
- 南華會-賽馬會運動場

## 屬下部門

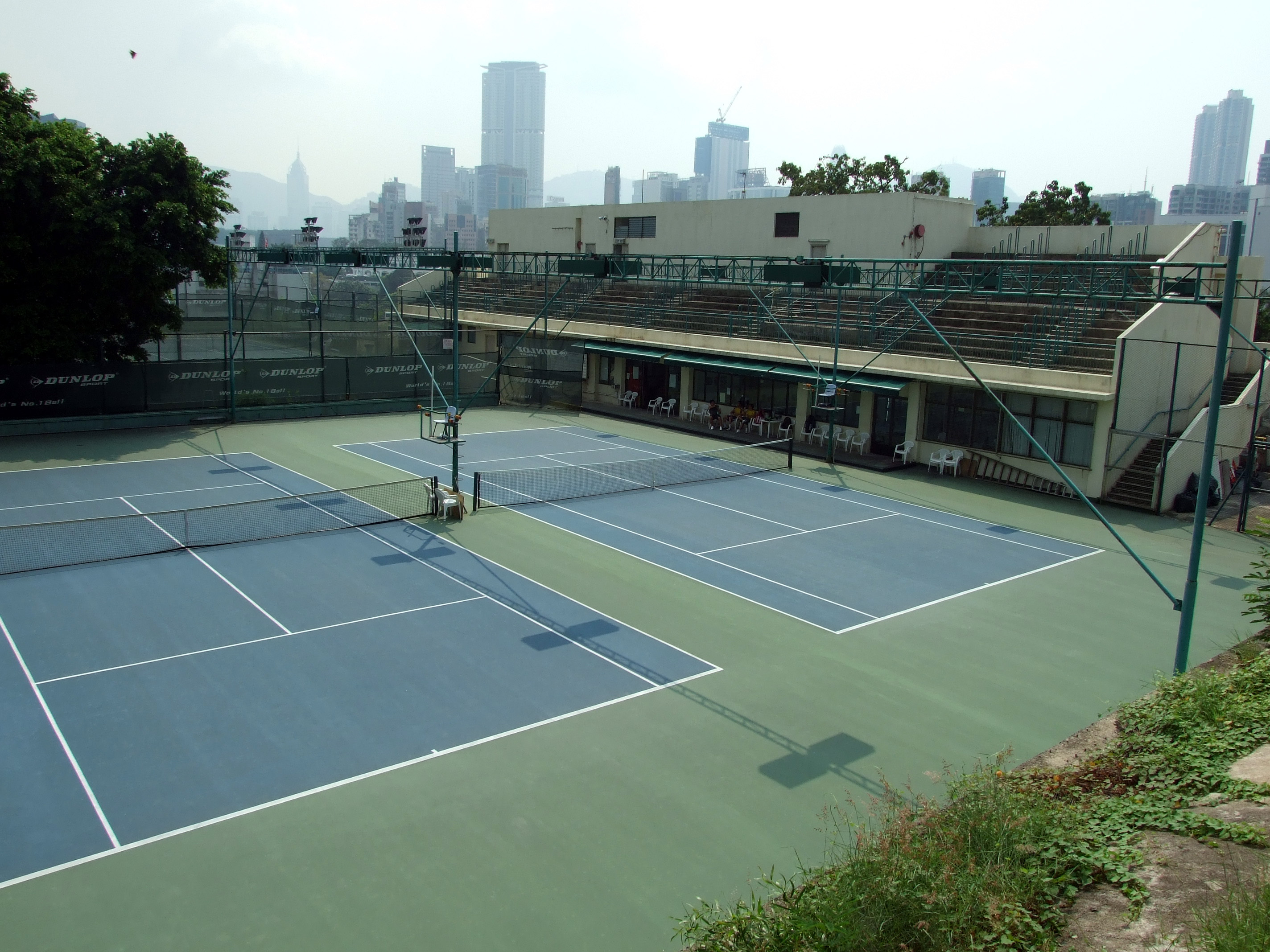
京士柏網球中心全天候網球場

- 救護部（隸屬聖約翰救傷隊）
- 羽毛球部
- 壘球部 (南華壘球隊) （页面存档备份，存于）
- 籃球部（南華籃球隊）
- 排球部 (南華男子排球隊)
- 桌球部（佔用體育中心4層，有39張英式桌球檯及4張美式桌球檯）
- 保齡球部（保齡球場館設有60條球道）
- 國術部
- 智育部
- 舞蹈部（包括芭蕾舞、社交舞、排排舞、Para Para、莎莎舞及爵士舞）
- 劍擊部
- 足球部（南華足球隊）
- 高爾夫球部（場館分為兩層，共有51個發球位及兩個沙池）
- 手球部
- 室內射擊部（香港警務處槍械牌照科認可射擊場，是東南亞最先進之奧運規格氣槍射擊場館，有30條射程10米賽道）
- 柔道部
- 空手道部
- 女子部（負責組織女子田徑隊、童軍、救護及女子球隊如籃球、排球、手球、壘球、乒乓球等）
- 健身部
- 遊藝部（分單車股、花式單車股、壁球股及中樂（粵曲）股）
- 童軍部（男童軍第100旅、海童軍第6旅及女童軍第55旅）
- 游泳部（設有符合國際標準之室內50米及25米暖水泳池各一個，另設戶外跳水池一個，設有泳隊及水球隊）
- 乒乓球部
- 網球部（設於京士柏網球中心，附設6個全天候網球場）
- 田徑部
- 瑜伽部

## 對賽馬活動的參與

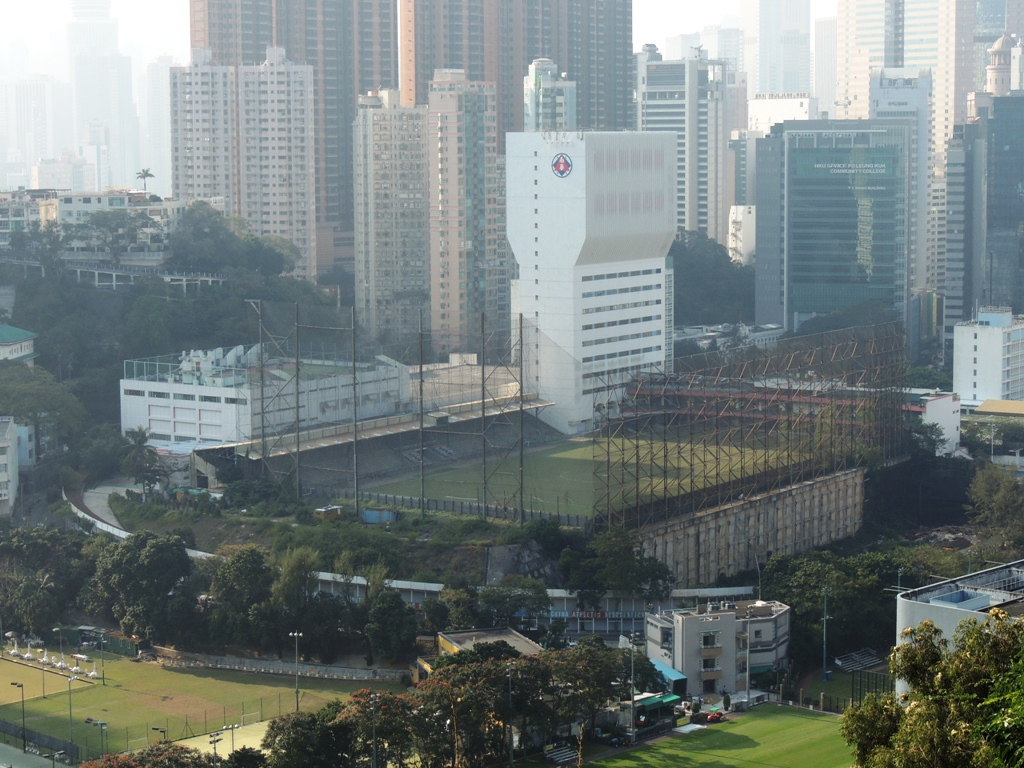
加路連山道南華體育會香港會所

由1970年代開始，南華體育會亦有以團體名義在香港賽馬會擁有名下馬匹，包括南華之星（同一中文馬名曾兩次使用，但兩駒的英文馬名有分別，一匹為Star of South China，另一匹為South China Star）、南華之光（同一中文馬名曾兩次使用，兩駒的英文馬名皆是Gem of South China）、南華之寶、南華之威、南華九十、南華精英、南華世紀及南華勇將，而綵衣用色（紅衫白袖藍鑲邊，紅白藍三色帽）亦源自南華足球隊主場球衣用色（紅衫白袖）。

## 交通
香港會所
九龍會所

## 參看
- 南華足球隊
- 南華足球隊歷史
- 南華體育會運動場

## 外部連結
- 南華體育會官方網址（页面存档备份，存于）
- 南華體育會的Facebook專頁